# The Uncanny Counter
The Uncanny Counter (hangul: 경이로운 소문; RR: Gyeongiroun somun), en español conocida también como A la caza de espíritus malignos, es una serie de televisión surcoreana basada en el webtoon Amazing Rumor de Jang Yi y transmitida del 28 de noviembre de 2020 hasta el 24 de enero de 2021, a través de OCN.
Al finalizar la primera temporada se anunció que la serie había sido confirmada para una segunda temporada, estrenada en agosto de 2023 con doce episodios.
La serie se transmitirá en tvN y en Netflix 2023.

## Sinopsis
En la ciudad ficticia de Jungjinm un grupo de cuatro cazadores de demonios llamados los Contadores, tienen la ardua tarea de buscar y desterrar a los espíritus malignos conocidos como akgwi (악귀), que han escapado del más allá para ganar la inmortalidad. Estos espíritus malignos poseen a los humanos que han cometido asesinatos o tienen un fuerte deseo de asesinar, aumentando su deseo de matar y consumiendo finalmente sus espíritus.
Los Contadores salen del coma, cuando un espíritu socio conocido como Yung (el límite entre el más allá y el mundo de los vivos) los posee, dándoles cuerpos y conciencias perfectamente sanas, junto con una fuerza sobrehumana y habilidades sobrenaturales. Tres de los contadores: Ka Mo-tak, Choo Mae-ok y Do Ha-na, se hacen pasar como trabajadores de Eonni's Noodles, un restaurante de fideos que sirve como su escondite.
Un día, el cuarto contador: Jang Cheol-joong, muere en una batalla contra un fuerte espíritu maligno de nivel 3. A medida que su espíritu es consumido por su asesino, la socia de Yung, Wi-gen, lucha por encontrar a un nuevo humano en coma para poseer. Rápidamente encuentra a So-moon, un joven de secundaria que a pesar de tener una discapacidad física, está perfectamente sano y vivo. Tan pronto como Wi-gen lo posee, So-moon inmediatamente comienza a notar extraños cambios en su cuerpo y empieza a ver a Wi-gen en sus sueños.
Cuando So-moon llega al restaurante de fideos y conoce a sus empleados, pronto encuentra las respuestas a los cambios que ha estado experimentando y se convierte en el reemplazo del difunto Cheol-joong y el cuarto contador.
Junto a Mo-tak, Mae-ok y Ha-na, So-moon pronto comienza un viaje de luchas contra demonios sedientos de sangre, reconectando con su pasado y descubriendo la fea verdad detrás de un importante proyecto de reurbanización en Jungjin.

## Reparto

### Personajes principales[10]
| Actor                     | Personaje      | N.º de episodios | Notas |
| ------------------------- | -------------- | ---------------- | --- |
| Cho Byung-kyu Kim Gun-woo | So Moon        | 16               | Es el miembro más joven y nuevo del equipo de cazadores de demonios conocido como "Contadores", luego de ser poseído por su compañera Yung, Wi-gen, reemplazando al antiguo contador Jang Cheol-joong, quien murió durante una confrontación con un espíritu maligno. Como contador tiene el poder de la velocidad sobrehumana y una psicometría de corto alcance, que le permite sentir a los espíritus malignos que entran en su alcance. Siete años atrás, sufrió un misterioso accidente automovilístico cuando era niño, que le costó la vida a sus padres y lo que lo dejó con una discapacidad. A pesar de parecer un joven débil, tiene un fuerte sentido de justicia, responsabilidad y protección de sus amigos. Es un talentoso dibujante que realiza webtoons de superhéroes junto a sus mejores amigos Kim Woong-min e Im Joo-yeon. Después de unirse a los contadores comienza a trabajar a tiempo parcial sirviendo en el restaurante de fideos "Eonni's Noodles". |
| Yoo Jun-sang              | Ka Mo-tak      | 16               | Es el miembro con más experiencia del equipo de cazadores de demonios y espíritus malignos conocidos como "Contadores", luego de ser poseído por su compañero Yung, Kim Gi-ran. Como contador tiene el poder de la fuerza sobrehumana y una psicometría de corto alcance. Es un ex oficial de la policía que perdió la memoria siete años atrás, después de caer de lo más alto de un edificio durante una confrontación con un grupo de gánsteres. No puede permanecer quieto ante la injusticia. En el mundo de los vivos trabaja como asistente de cocina del restaurante de fideos "Eonni's Noodles". A pesar de tener una apariencia brusca, también es una persona bromista. Cuando So-moon se une al equipo, al inicio se muestra reacio debido a su aparente debilidad, sin embargo poco a poco se convierte en su mentor. |
| Yeom Hye-ran              | Choo Mae-ok    | 16               | Es una de los miembros del equipo de cazadores de demonios y espíritus malignmos conocidos como "Contadores", luego de ser poseída por su compañero Yung, Kwon Soo-ho. Como contadora es el pilar emocional del grupo, a quienes asesora, también tiene poderes curativos. En el mundo de los vivos trabaja como chef del restaurante de fideos "Eonni's Noodles". Antes solía tener un estudio de fotografía para ganarse la vida. Tiene una personalidad cariñosa y positiva en contraste con Mo-taek y Ha-na. Cuando So-moon se une al equipo, Mae-ok se convierte en su figura materna. Más tarde se revela que Soo-ho es el espíritu de su hijo fallecido. |
| Kim Se-jeong              | Do Ha-na       | 16               | Es una joven miembro del equipo de cazadores de demonios y espíritus malignos conocido como "Contadores", luego de ser poseída por su compañero Yung, Woo-shik, quien pudo poseerla luego de que entrara en coma después de que ella y su hermana menor fueran envenenadas, lo que ocasionó que su hermana muriera. Como contadora tiene la capacidad de detectar la ubicación de los espíritus malignos, incluso aquellos que están a cientos de kilómetros de distancia. Odia que la gente la toque, ya que también posee fuertes poderes psicométricos por lo que puede leer los recuerdos de otros a través del tacto. Es una joven con una personalidad fría y distante. En el mundo de los vivos trabaja como mesera del restaurante de fideos "Eonni's Noodles". |
| Ahn Suk-hwan              | Choi Jang-mool | -                | Es el primer y más antiguo Contador en Corea, convirtiéndolo en una leyenda entre sus compañeros. También es uno de los chaebol más ricos de Corea del Sur. Es dueño de "Jangmool Retail" y el encargado de los gastos de los Contadores en el mundo de los vivos. Se encarga de apoyarlos en asuntos que necesitan de su influencia. |

### Personajes secundarios
| Actor           | Personaje            | N.º de episodios | Notas |
| --------------- | -------------------- | ---------------- | --- |
| Lee Hong-nae    | Ji Chung-shin / Shin | -                | Es un joven humano poseído por un demonio de Nivel 3. Trabaja en un depósito de chatarra y con frecuencia es contratado como asesino a sueldo por el alcalde Shin Myeong-hwi. Es el responsable de las muertes del fuerte contador Jang Cheol-joong y de los padres de So Moon: So Kwon y Ha Moon-young. Posee el poder de la psicoquinesis y es capaz de hablar en dos voces (la suya y la del espíritu maligno).                                                                    |
| Moon Sook       | Wi-gen               | -                | Es la líder del Yung (el límite entre el más allá y el mundo de los vivos), así como la actual compañera de So-moon en el otro mundo. Originalmente era la socia Yung de Jang Cheol-joong, antes de su muerte. Wi-gen fue la encargada de encontrar a So Moon y convertirlo en el cuarto Contador, hecho que la asombra, ya que pudo poseerlo a pesar de que él no estaba en coma. |
| Lee Chan-hyung  | Kwon Soo-ho          | -                | Es el joven compañero Yung de Choo Mae-ok en el otro mundo. Es el encargado de llevar el registro de muertes de los Yung. Más tarde cuando Mae-ok está a punto de morir, se revela que Soo-ho es su hijo, quien estaba casado y quien había muerto ahogado luego de que Mae-ok no lograra alcanzarlo. |
| Kim So-ra       | Kim Gi-ran           | -                | Es la compañera Yung de Ga Mo-tak en el otro mundo. Es una espíritu justa a quien le enojan las ocasionales infracciones de Ga Mo-tak y sus compañeros Contadores. |
| Eun Ye-jun      | Woo-shik             | -                | Es el pequeño compañero Yung de Do Ha-na en el otro mundo. Aunque es un niño es un joven maduro tanto en mentalidad como en personalidad. |
| Woo Mi-hwa      | -                    | -                | Es la inspectora en la oficina de inmigración de espíritus Yung. |
| Yoon Joo-sang   | Ha Seok-goo          | -                | Es el abuelo materno de So Moon y padre de Ha Moon-young. |
| Lee Joo-shil    | Jang Choon-ok        | -                | Es la abuela materna de So Moon y madre de Ha Moon-young. Sufre de demencia, por lo que la mayor parte del tiempo no reconoce a su nieto. |
| Lee Ji-won      | Im Joo-yeon          | -                | Es la mejor amiga de la infancia de So Moon y su compañera de escuela. Le oculta a So Moon que Kim Woong-min está siendo intiminado por Shin Hyuk-woo y sus amigos. |
| Kim Eun-soo     | Kim Woong-min        | -                | Es el mejor amigo de la infancia de So-moon, quien constantemente es intimidado por Shin Hyuk-woo y su grupo de amigos. Cuando So-moon descubre lo que le está sucediendo, utiliza sus nuevas habilidades para humillar a Hyuk-woo, Baek Joon-gyu y a los responsables de acosar a Woong-min. |
| Jung Won-chang  | Shin Hyuk-woo        | -                | Es el hijo del alcalde Shin Myung-hwi y elcomapñero de escuela de So-moon. Debido a que es el hijo del alcalde, recibe un trato especial de los profesores, quienes son indulgentes con él cuando acosa e intimida a sus compañeros, en especial a Kim Woong-min. Más tarde es humillado por So-moon en una pelea a puñetazos frente a sus compañeros de escuela, lo que ocasiona que sienta un gran rencor hacia él.                                                                 |
| Choi Kwang-il   | Shin Myung-hwi       | -                | Es el alcalde de la ciudad de Joongjin y el padre de Shin Hyuk-woo. Está a cargo de un importante proyecto de reurbanización en Jungjin que preocupa a muchos de sus residentes. Más tarde es poseído por un demonio. |
| Kim Min-ho      | Baek Joon-gyu        | -                | Es el compañero de escuela de So Moon, un joven mayor y el líder de un grupo que acosa a otros más jóvenes en la escuela secundaria de Joongjin, a quienes les roban su dinero. Siente un gran rencor por So Moon, después de haber sido humillado públicamente en una pelea contra él. |
| Choi Yoon-young | Det. Kim Jung-young  | -                | Es una inspectora de delitos violentos de la comisaría de Joongjin honrada que siempre es dominada por sus corruptos compañeros policías. Años atrás estuvo a cargo de investigar el caso de la muerte de los padres de So Moon. En el pasado fue la novia y prometida de Ka Mo-tak, sin embargo luego de su accidente, él no la recuerda. Más tarde cuando Mo-tak logra recordarla y acuerdan encontrarse, cuando Mo-taek llega al lugar, descubre que Jung-young ha sido asesinada. |
| Lee Kyung-min   | Det. Kang Han-wool   | -                | Es un joven oficial novato del equipo de delitos violentos de la comisaría de Joongjin y el compañero de Kim Jung-young. |
| Cha Si-won      | -                    | -                | Es el jefe. |
| Son Kang-gook   | Choi Soo-ryong       | -                | |
| Kim Jung-jin    | Jang Hye-kyung       | -                | Es la asistente y secretaria de Shin Myung-hwi. |
| Lee Do-yeop     | Cho Tae-shin         | -                | Es el presidente de Taesin Group. |
| Jeon Jin-oh     | Noh Chang-kyu        | -                | Es un gánster y el responsable de la mafia que acorraló a Ka Mo-tak hace siete años. Es el hermano menor de Noh Hang-kyu. |
| Kim Seung-hoon  | Noh Hang-kyu         | -                | Es el director de Taeshin Construction y el hermano mayor de Noh Chang-kyu. |
| Kim Yong-han    | -                    | -                | Es el amigo de Shin Hyuk-woo. |
| Kim Yeon-woo    | -                    | -                | Es el amigo de Shin Hyuk-woo. |

### Otros personajes
| Actor           | Personaje       | Episodios donde apareció | Notas |
| --------------- | --------------- | ------------------------ | --- |
| Park Seo-yeon   | Dan-oh          | -                        | |
| Kwon Ki-joo     | -               | 1                        | Es un taxista. |
| Lee Sang-hong   | -               | 2                        | Es el padre de Sung-hyun. |
| Ok Chan-yoo     | Sung-hyun       | 2                        | |
| Kang Jung-woo   | -               | 2-3                      | Es un espíritu maligno. |
| Kim Si-eun      | -               | 2                        | Es una estudiante. |
| Lee Kyu-ho      | -               | 3                        | Es el ejecutor de Baek Joon-gyu. |
| Jang Won-hyuk   | Jung-kwon       | 3                        | |
| Park Ah-sung    | Ha-jung         | 3                        | |
| Choi Kyo-shik   | -               | 3                        | Es el padre de la joven. |
| Lee Jong-yoon   | -               | 3                        | Es un espíritu maligno. |
| Ahn Soo-ho      | Huh Tae-soo     | 3                        | |
| Lee Young-jin   | Oh Seung-cheol  | 3                        | |
| Park Eun-young  | -               | 3                        | Es una cuidadora. |
| Ko Beun-jin     | -               | 4                        | Es un oficial de la policía. |
| Jang Eui-don    | -               | 4                        | Es un oficial de la policía. |
| Kim Jae-cheol   | -               | 4                        | Es un maestro. |
| Park Ki-ryung   | -               | 4                        | Es el padre. |
| Lee Do-kyung    | Presidente Jeon | 4                        | |
| Kwon Hyuk       | Sang-pil        | 4                        | |
| Song Kyung-hwa  | -               | 5                        | Es la madre de Do Ha-na. |
| Jung Ji-ho      | Ji Hyung-woo    | 5                        | |
| Seol Chang-hee  | -               | 6                        | Es un empleado del laboratorio de sangre. |
| Jang Young-hyun | -               | 7                        | |
| Won Seong-yeon  | Yoo Young-jae   | 7                        | |
| Kim Kwang-shik  | Song Man-ho     | 7-8                      | |
| Jung Dong-geun  | -               | 8                        | Es un fiscal. |
| Park Seung-tae  | -               | 8                        | Es la abuela de Han Seung-woo. |
| Ok Ja-yeon      | Baek Hyang-hee  | -                        | Es una joven poseída por un espíritu maligno de Nivel 3. Es una mujer que se casa con hombres ricos para asesinarlos y robarles su dinero. Tiene el poder de la psicometría y es capaz de comunicarse con el espíritu maligno que la posee. |
| Ko Eun-seo      | So-eun          | -                        | |
| Lee Ye-bit      | Dan-bi          | -                        | |
| Kim So-young    | -               | 9                        | Es una anfitriona de un programa. |
| Kim Joo-ah      | -               | 12                       | Es la madre de Jung-young. |
| Kim Yi-kyung    | Kim Young-nim   |                          | [ 22 ] |

### Apariciones especiales
| Actor        | Personaje        | Episodio(s) donde apareció | Notas |
| ------------ | ---------------- | -------------------------- | --- |
| Im Ji-kyu    | Dong-pal         | 15                         | Es el compañero Yung de Oh Jung-koo en el otro mundo. Previamente fue el compañero Yung de Choi Jang-mool en el otro mundo hasta su retiro. Luego de la muerte de Jung-koo, Dong-pal se convierte en el segundo compañero Yung de So Moon, junto a Wi-gen. |
| Son Ho-jun   | Oh Jung-koo      | 15                         | Es un ex músico de rock que se convirtió en un contador, luego de que Dong-pal lo poseyera mientras estaba en coma. Como contador tiene los mismos poderes curativos que Choo Mae-ok, trabajó en Singapur, hasta que es enviado de regreso a Corea del Sur para curar a Mae-ok quien estaba gravemente herida. Poco después se une a los otros contadores en su batalla contra un demonio de Nivel 4, sin embargo muere luchando, lo que deja triste a su amigo, Ka Mo-tak. Después de su muerte Dong-pal se convierte en el nuevo compañero Yung de So Moon. |
| So Hee-jung  | Bae Jung-sook    | 3                          | |
| Lee Sun-bin  | Huh Hee-young    | 1, 3                       | Es la dueña de una cafetería cuyos padres fueron asesinados por un espíritu maligno de Nivel 2. |
| Jeon Seok-ho | So Kwon          | 1-2, 6, 11, 16             | Es el padre de So Moon y un oficial de la policía, que conoce a Ka Mo-tak. Fue asesinado por Ji Chung-shin. |
| Son Yeo-eun  | Ha Moon-young    | 1-2, 6, 16                 | Es la madre de So-moon y una oficial de la policía. Fue asesinada por Ji Chung-shin. |
| Sung Ji-ru   | Jang Cheol-joong | 1, 16                      | Es un fuerte Contador dedicado a cazar demonios y el compañero de Kim Gi-ran. Muere durante una feroz batalla contra Ji Chung-shin, un espíritu maligno de nivel 3. |
| Woo Mi-wha   | Inspectora Yung  | 9                          | |

## Episodios
La primera temporada de la serie estuvo conformada por dieciséis episodios, los cuales fueron emitidos todos los sábados y domingos a las 22:30 (KST).

### Ratings
Los números en color rojo indican las calificaciones más bajas, mientras que los números en azul indican las calificaciones más altas.
| Episodio | Fecha de emisión        | Participación promedio de audiencia | Participación promedio de audiencia |
| Episodio | Fecha de emisión        | Escala Nacional                     | Seúl                                |
| -------- | ----------------------- | ----------------------------------- | ----------------------------------- |
| 1        | 28 de noviembre de 2020 | 2.702% (5.ª)                        | 3.167% (5.ª)                        |
| 2        | 29 de noviembre de 2020 | 4.350% (3.ª)                        | 4.145% (3.ª)                        |
| 3        | 5 de diciembre de 2020  | 5.329% (1.ª)                        | 5.789% (1.ª)                        |
| 4        | 6 de diciembre de 2020  | 6.724% (1.ª)                        | 6.370% (1.ª)                        |
| 5        | 12 de diciembre de 2020 | 6.060% (2.ª)                        | 6.695% (2.ª)                        |
| 6        | 13 de diciembre de 2020 | 7.654% (2.ª)                        | 7.364% (2.ª)                        |
| 7        | 19 de diciembre de 2020 | 7.721% (2.ª)                        | 7.602% (2.ª)                        |
| 8        | 20 de diciembre de 2020 | 9.302% (2.ª)                        | 8.963% (2.ª)                        |
| 9        | 2 de enero de 2021      | 8.386% (2.ª)                        | 8.289% (2.ª)                        |
| 10       | 3 de enero de 2021      | 9.093% (2.ª)                        | 9.188% (2.ª)                        |
| 11       | 9 de enero de 2021      | 8.677% (2.ª)                        | 7.764% (2.ª)                        |
| 12       | 10 de enero de 2021     | 10.581% (2.ª)                       | 10.203% (2.ª)                       |
| 13       | 16 de enero de 2021     | 9.372% (2.ª)                        | 9.476% (2.ª)                        |
| 14       | 17 de enero de 2021     | 9.926% (2.ª)                        | 9.870% (2.ª)                        |
| 15       | 23 de enero de 2021     | 8.995% (2.ª)                        | 8.550% (2.ª)                        |
| 16       | 24 de enero de 2021     | 10.999% (2.ª)                       | 10.785% (2.ª)                       |
| Promedio | Promedio                | 7.867%                              | 7.764%                              |

## Música
El OST de la serie está conformado por las siguientes canciones:

### Parte 1
| N.º | Intérprete | Canción                   | Letra          | Música | Duración |
| --- | ---------- | ------------------------- | -------------- | ------ | -------- |
| 1   | Isaac Hong | "Close Your Eyes"         | Hen y Lee Geon | Hen    | 3:04     |
| 2   |            | "Close Your Eyes" (Ints.) | -              | Hen    | 3:04     |

### Parte 2
| N.º | Intérprete   | Canción                    | Letra        | Música              | Duración |
| --- | ------------ | -------------------------- | ------------ | ------------------- | -------- |
| 1   | Kim Se-jeong | "Meet Again" (재회 (再會)) | Kim Se-jeong | Sejeong y MINBYMORE | 4:34     |
| 2   |              | "Meet Again" (Ints.)       | -            | Hen                 | 4:34     |

### Parte 3
| N.º | Intérprete | Canción               | Letra  | Música | Duración |
| --- | ---------- | --------------------- | ------ | ------ | -------- |
| 1   | Dvwn       | "No Problem" (괜찮아) | Jayins | Jayins | 3:31     |
| 2   |            | "No Problem" (Ints.)  | -      | Jayins | 3:31     |

## Premios y nominaciones
| Año  | Categoría               | Premio                   | Nominada     | Resultado |
| ---- | ----------------------- | ------------------------ | ------------ | --------- |
| 2021 | Best Supporting Actress | 57th Baeksang Arts Award | Yeom Hye-ran | Ganó      |

## Producción
Fue desarrollada por Studio Dragon y está basada en el webtoon "Amazing Rumor" de Jang Yi.
La serie también es conocida como "Amazing So Mun", "Amazing Rumor", "Extraordinary Rumor", "A Wonderful Rumor" y/o "A Phenomenal Rumor",
La dirección está a cargo de Yoo Seon-dong, quienes originalmente contaronn con el apoyo de los guionistas Yeo Ji-na y Jung Do-yoon. Sin embargo el 17 de enero de 2021 un representante del drama anunció que debido a diferencias de opiniones sobre el resto de los episodios de la serie, el escritor Ji-na había decicido retirarse de la serie, también anunciaron que estaban planeando contratar a un nuevo escritor para sustituir la salida de Ji-na.
La producción estuvo en manos de Kim Jin-yi, Lee Hyang-bong y Bae Ik-hyuk. Por otro lado el director de dobles y acrobacias fue Kwon Tae-ho.
La lectura del guion se llevó a cabo en octubre de 2020.
La serie también cuenta con el apoyo de la compañía de producción "Neo Entertainment".

### Recepción
El 20 de enero de 2021 se anunció que el programa encabezaba la lista semanal de los dramas más comentados, durante las semanas del 11 al 17 de enero del mismo año. "Good Data Corporation" compartió su clasificación de los dramas y miembros del elenco que generaron más revuelo durante esas semanas. La lista se completó analizando artículos de noticias, publicaciones de blogs, comunidades en línea, videos y publicaciones de redes sociales sobre 20 dramas que están actualmente al aire o que saldrán al aire pronto. El drama subió dos lugares con respecto a la semana anterior para encabezar la lista de dramas más comentados por primera vez. Mientras tanto, el actor Jo Byung-gyu subió al número 6 en la lista de miembros del elenco más comentados.

### Distribución internacional
La serie está disponible para transmisión en todo el mundo a través de Netflix.